# 萨拉曼卡 (塔斯马尼亚州)
萨拉曼卡（Salamanca）是澳大利亞塔斯馬尼亞州所有與萨拉曼卡地有關的區域和有關的活動的总称。她位於塔州府城霍巴特市中心東南傍水之處，是市郊人們餐食、放鬆的常去地方。
她的命名來自威靈頓公爵在1812年西班牙“萨拉曼卡戰役”中的勝利；此地原稱“綠茵農舍”（The Cottage Green）。
90年代中旬，含有人行道的萨拉曼卡廣場建成。
萨拉曼卡一址由多排的低矮沙岩建築組成。這些建築的前身，是霍巴特港口的倉庫，至今現轉營為餐廳、畫廊、工藝店和辦公室，也包括州議會大樓、最高法院等政府機關。
許多民娛節目、民眾活動都在周圍偌大的草坪上舉辦。著名星期六的萨拉曼卡市集，是吸引當地人和遊客的好去處。每天入夜後鄰近的酒吧、餐廳也堪稱當地熱門選擇。每年12月至1月，娛樂、飲食活動塔州滋味皆在附近碼頭舉行。

## 图库

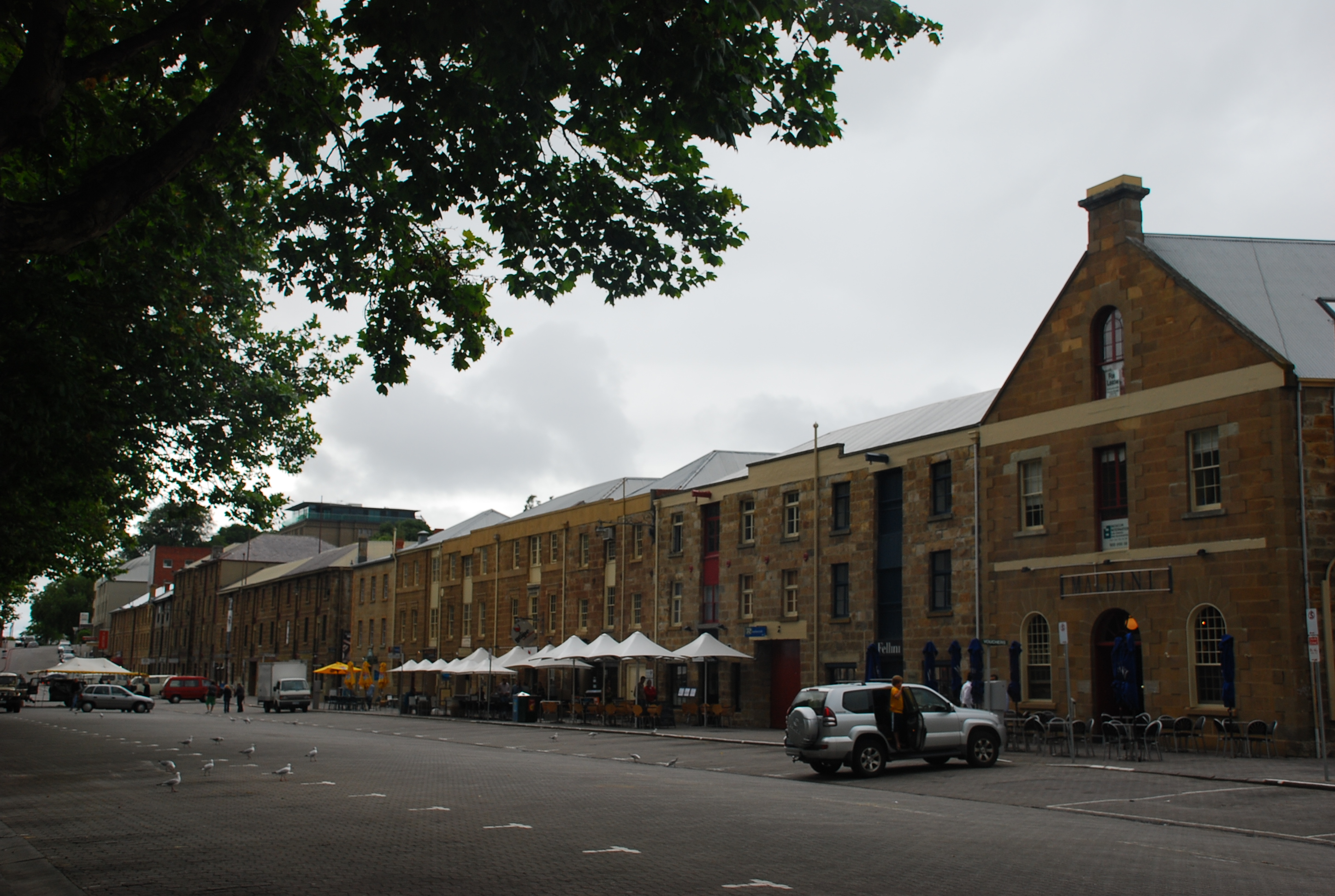
萨拉曼卡集市建筑